# Mallota usta
Mallota usta är en tvåvingeart som först beskrevs av Thomas Vernon Wollaston 1858.  Mallota usta ingår i släktet hålblomflugor, och familjen blomflugor.
Artens utbredningsområde är Portugal. Inga underarter finns listade i Catalogue of Life.